# Kolohousenka
De Kolohousenka serie was een reeks van drie soorten tanks, ontwikkeld in Tsjechoslowakije tijdens het Interbellum. Hiermee was het de eerste tank die door Tsjechoslowakije werd geproduceerd. De namen van de drie verschillende versies waren KH-50, KH-60 en KH-70. De getallen staan voor de kracht van de motor in pk. Het ontwerp was een zogenaamd wiel-rupsvoertuig, de tank kon dus zowel op wielen als op rupsbanden rijden.

## Voorgeschiedenis
Vanaf 1923 kocht Tsjechoslowakije verscheidene Duitse Hanomag WD-25- en WD-50-tractors. Škoda en Breitfeld-Danek kochten de licentie, zodat zij het onderstel zelf konden produceren. De bedrijven Ringhoffer (later Tatra), Laurin & Klement (later onderdeel van Škoda) en Breitfeld-Danek (later onderdeel van ČKD), gingen in 1923 een samenwerkingsverband aan om een tank te ontwikkelen op basis van de Hanomag WD-50. Deze tank moest zowel op wielen als op rupsen kunnen rijden om slijtage aan de rupsband te voorkomen en de snelheid op wegen te vergroten. De Duitse ingenieur Joseph Vollmer, de hoofdontwerper van het motorovertuigonderdeel van het Ministerie van Oorlog en bekend van de A7V en LK I, ontwierp de ophanging. Hiervoor kwam hij voor een bepaalde tijd naar Škoda. In feite was het een ontwerp voor een artillerietrekker.

## KH-50
Van de KH-50 werden twee prototypes geproduceerd. Het design was deels gebaseerd op de Franse Renault FT-17, welke op dat moment in gebruik was in het Tsjecho-Slowaakse leger. De ophanging was een combinatie van twee verschillende ophangingen, een voor de wielen welke hoger of lager kon worden afgestemd, de andere was de rupsbandophanging van de WD-50PS. De ophanging van de WD-50 was ook licht gewijzigd, er werd ruimte gemaakt voor de wielophanging en de motor werd naar achteren verplaatst. Deze werden uitvoerig getest door het Militair Technisch Instituut, maar de resultaten waren niet bevredigend. Het wisselen tussen wiel en rups duurde ongeveer vijftien minuten. Deze wisseling gebeurde handmatig.
Eén tank leed onder veel technische mankementen en verviel snel, daarom werd het gesloopt. Het tweede voertuig werd licht aangepast en er werd een 37mm-kanon in een cilindervormige koepel gemonteerd.

## KH-60
De overgebleven KH-50 werd in 1927 omgebouwd. De koepel werd vervangen voor een kegelvormige koepel waarin twee zware Schwarzlose vz.24 machinegeweren waren geïnstalleerd. Er was in het ontwerp ook nagedacht over het monteren van een 47mm-Vickerskanon, dit was de voornamelijke reden voor het herontwerp van de koepel. Het ontwerp werd echter door het VTU beschouwd als verouderd en ook niet in productie genomen. De aanduiding KH-60 kreeg de tank in 1930. Het deed in het leger vijf jaar (1925-1930) dienst als trainingsvoertuig met het registratienummer 13362. Hierna werd het als monument geplaatst bij de militaire opleidingsschool in Vyškov. In 1939 werd het door de Duitse invallers naar een verzamelpunt van veroverd materieel gebracht. Hier is het gesloopt. In 1927 werden twee tanks geproduceerd welke werden verkocht aan de Sovjet-Unie.
Er waren plannen om één voertuig uit te rusten met een korte 75mm-houwitser, maar deze plannen werden niet meer uitgevoerd. In Duitse handboeken voor tankbemanningen uit 1939 stond aangetekend dat de KH-60 nog steeds in actieve dienst was bij het Tsjecho-Slowaakse leger, dit bleek achteraf dus niet waar te zijn.

## KH-70
De tank had evenals de KH-60 een kegelvormige koepel, maar de romp was licht gewijzigd. De lengte nam toe tot 5,4 meter. Het had een verbeterd systeem om te wisselen tussen wiel en rupsband. Hierdoor nam de verwisseltijd af van vijftien naar tien minuten. Het gewicht nam toe tot 9,3 ton. In 1930 werd het voertuig door ČKD verkocht aan Italië.

## Verdere ontwikkeling
De negatieve testresultaten van de Kolohousenka serie leidden er niet toe dat het idee van een wielrupsvoertuig werd afgekeurd. In 1932 kregen Škoda en Tatra de opdracht om een zware tank te ontwikkelen met een vergelijkbare wiel-rups systeem. De constructie die door Vollmer was ontwikkeld kon echter niet gebruikt worden, omdat de licentie daarvoor in 1930 was verlopen. Daarnaast voldeden de eerdere resultaten daarvan niet aan de verwachtingen. Deze opdracht werd later dan ook gecanceld.
Over de drie voertuigen die zijn verkocht aan Italië en de Sovjet-Unie is geen verdere informatie bekend.